# Stanno tutti bene
Stanno tutti bene (en España Están todos bien y Estamos todos bien en Argentina y Chile) es una coproducción italo-francesa de 1990 dirigida por Giuseppe Tornatore.
Tornatore realizó una melancólica película, llena de tristeza e ironía en la que muestra la indiferencia de la sociedad actual, hablándonos de la soledad de los adultos mayores y de las relaciones familiares. El éxito de esta película ha originado una nueva versión estadounidense titulada Todos están bien, dirigida por Kirk Jones y protagonizada por Robert De Niro.

## Sinopsis
Matteo Scuro es siciliano, hombre autoritario, viudo y jubilado. Sus cinco hijos adultos viven esparcidos por toda la Italia continental, pero nunca van a visitarlo, de modo que decide él ir a verlos sorpresivamente durante el verano. 
Se dirige a Nápoles, donde se entera de que su hijo Álvaro está de viaje. Después va a Roma donde le han dicho que su hijo Caiano tiene un brillante futuro político, pero nunca descubre que solo es un modesto funcionario del partido. 
En Florencia vive su hija Tosca, una gran actriz que no es más que una modelo que posa en ropa interior y además es madre soltera, pues engaña a su padre diciéndole que su hijo es hijo de una vecina y que ella lo está cuidando. En Milán está Guglielmo, un brillante compositor que resulta ser un vulgar músico insatisfecho con su trabajo. Finalmente, en Turín se reúne con Norma, que él cree que ella forma parte de una importante compañía mientras que sólo es una telefonista que se encuentra en crisis matrimonial. Despierto en la madrugada, escucha a su hija y a su yerno diciendo que su presencia no era grata y que era mejor que no se enterara lo que le había pasado a Álvaro.  
Más tarde se entera de que su hijo Álvaro no está de viaje, sino que ganó un premio de viaje a las Maldivas y de que se suicidó arrojándose al mar, por miedo a que su padre descubriera que su vida era un rotundo fracaso. Su viaje ha sido una decepción tras otra. Se da cuenta de que sus hijos no le cuentan nada. Cada uno de ellos vive su propia vida procurando no interferir ni incomodar en la tranquila vejez de su padre, quien siempre quiso tener una familia ideal, triunfadora y casi perfecta. Sus vidas han sido un fracaso, pero Matteo también se siente un fracasado después de la amarga decepción que ha supuesto descubrir la verdadera realidad de su familia, pues siente que no hizo un buen papel como padre debido a su autoritarismo y férreo control sobre toda su familia.
Cuando vuelve a Sicilia visita la tumba de su esposa y pronuncia: “Están todos bien”.

## Premios
- 1990 - Una nominación al Premio "Palma de Oro" y "Premio del Jurado Ecuménico" (Festival de Cine de Cannes)
- 1991 - Premio "David" al Mejor Músico: Ennio Morricone (Premios David de Donatello)
- 1991 - Premio "Nastro d'argento" a Giuseppe Tornatore por Mejor Argumento Original (Sindacato Nazionale Giornalisti Cinematografici Italiani)